# Мовчан, Борис Алексеевич
Борис Алексеевич Мовчан (9 января 1928, Макеевка, Черниговская область — 15 ноября 2019) — советский и украинский учёный в области физического металловедения и металлургии, доктор физико-математических наук (1961), академик Национальной академии наук Украины (1978). Автор трудов по взаимосвязи между кристаллической структурой и механическими свойствами металлов (сплавов), электролучевой технологии.

## Биография
Родился 9 января 1928 года в селе Макеевка на Черниговщине. В 1946 году окончил 2 курса Киевского судостроительного техникума, в 1951 году физический факультет Киевского государственного университета имени Шевченко по специальности «Металлофизика». 1954 защитил кандидатскую, в 1961 — докторскую диссертации.
1964 избран членом-корреспондентом НАНУ. Лауреат Государственной премии УССР 1974 года.
Начинал трудовой путь научным сотрудником, в 1960-94 годах — заведующий отделом электронно-лучевых технологий.
В 1994 году — основатель и первый директор Международного центра электронно-лучевых технологий Института электросварки им. Е. О. Патона, академик Национальной академии наук Украины с 1978 года, Заслуженный деятель науки и техники Украины — 2004, лауреат Ленинской премии — 1984.
С 2003 года — главный научный сотрудник отдела парофазной технологий неорганических материалов и научный сотрудник-консультант международного центра электронно-лучевых технологий.
В активе более 360 научных работ, 7 монографий, более 100 патентов; подготовил 56 кандидатов и 6 докторов наук.
Награждён орденами Трудового Красного Знамени (1976, 1981), орденом Ленина (1988), орденом «За заслуги» III степени, орденом князя Ярослава Мудрого IV (2018) и V (2008) степеней, кавалерским крестом ордена Великого князя Литовского Гядиминаса (1998, Литва).